# Rue Counotte
La rue Counotte est une rue de Liège. Elle se situe dans le prolongement de la rue Bas-Rhieux et débouche dans la rue Naniot. C'est une rue du quartier Sainte-Marguerite.
Elle est nommée d'après Gertrude Counotte, née en 1550 et morte en 1625, qui est une bienfaitrice des hospices et qui a fondé en 1619, dans sa maison natale de la rue Agimont, un orphelinat de garçons et de filles. 

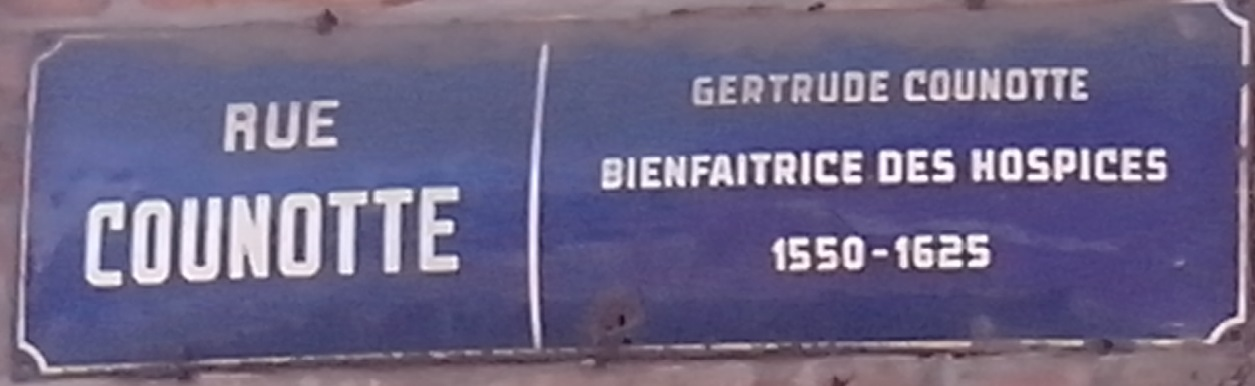
Plaque de la Rue Counotte